# CTT Correios

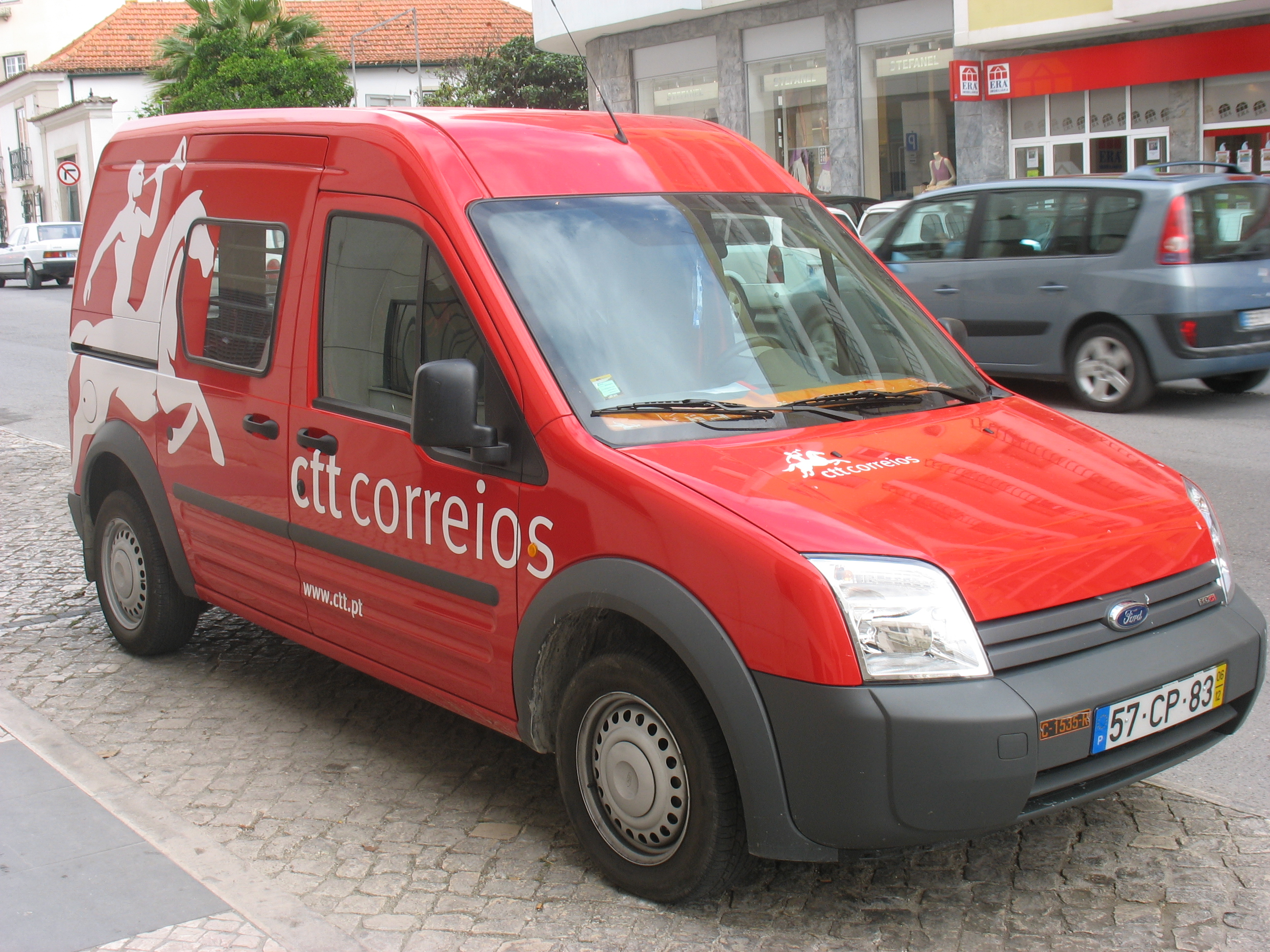
Un véhicule du CTT.

Pour les articles homonymes, voir CTT.
CTT Correios de Portugal, plus couramment appelé CTT Correios ou CTT (pour Correios, Telégrafos e Telefones), est l'opérateur postal national du Portugal.

## Histoire

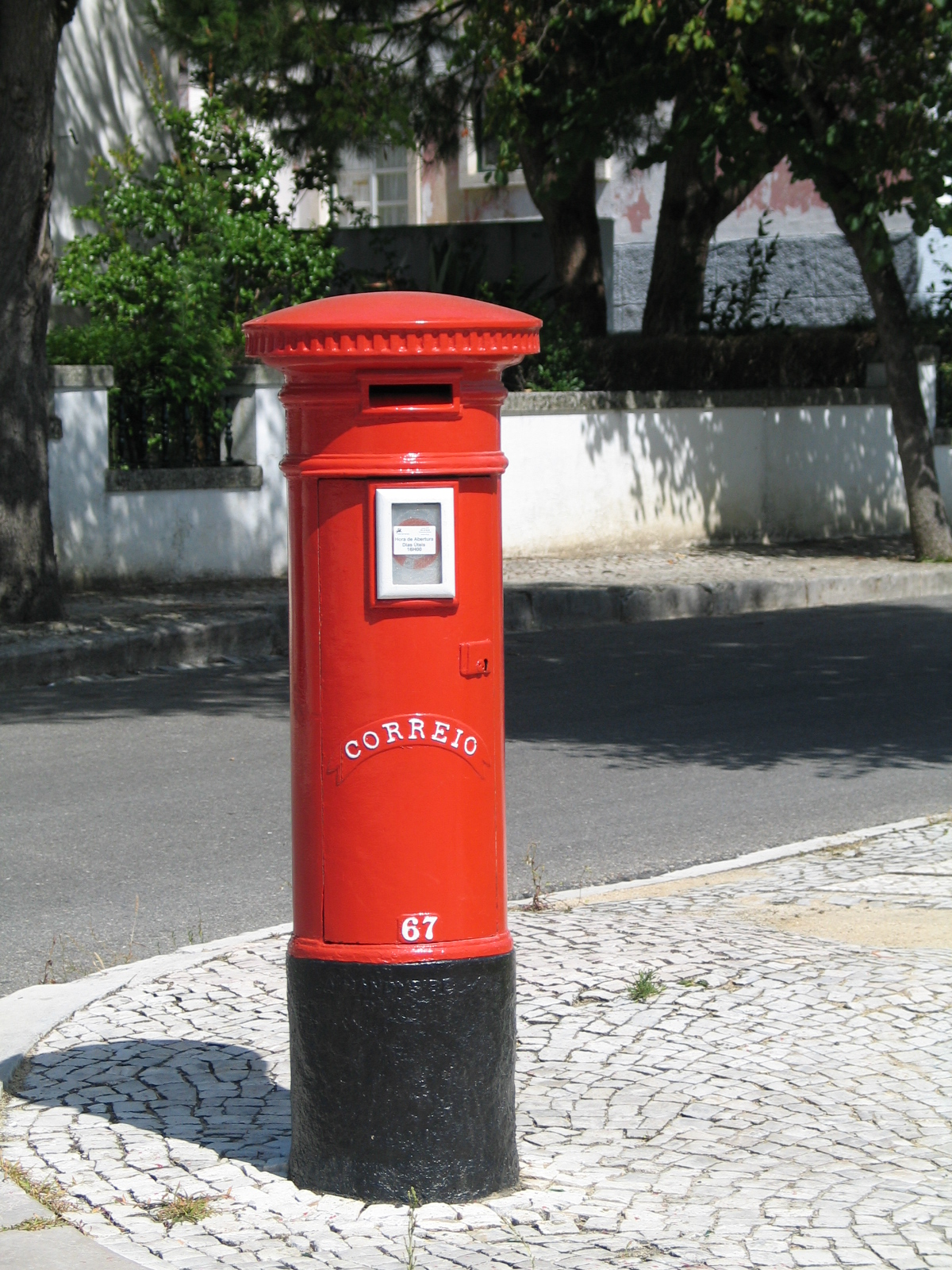
Boîte aux lettres traditionnel des CTT

CTT Correios figurait sur la liste des entreprises que le pays s'était engagé à privatiser en échange du plan d'aide financière négocié en mai 2011 avec l'Union européenne et le Fonds monétaire international (FMI). Le gouvernement portugais privatise partiellement l'entreprise en décembre 2013, pour un gain de 579 millions d'euros, tout en restant propriétaire de 31,5 % des actions.
En juin 2014, l'État portugais annonce son intention de privatiser totalement CTT Correios. En septembre 2014 les derniers 31,5% détenus par l'État sont vendus pour 343 millions d'euros.
En avril 2016, le groupe lance sa propre banque : Banco CTT.

## Processus de privatisation
L'année 2013 a marqué le début du processus de privatisation des CTT et de leur cotation en bourse, approuvé par le Conseil des ministres, qui a connu un grand succès avec la vente d'actions représentant 68,5 % de leur capital social par le biais d'une offre publique de vente et d'admission à la négociation sur Euronext Lisbon. Le changement profond de la structure de l'actionnariat que représente une privatisation a été un moment d'une importance cruciale pour CTT, lorsque de nouvelles réalités et opportunités se sont ouvertes dans le processus d'autonomie par rapport à l'État actionnaire. Ceci était sans préjudice du service public consacré par la concession du service postal universel à la CTT.
Le 5 septembre 2014, la privatisation de la société dirigée par Francisco de Lacerda a été conclue, marquée par une cérémonie spéciale avec la sonnerie de la cloche sur Euronext Lisbon. La vente d'actions représentant 31,5 % du capital social de la société encore détenu par l'État a été menée à bien, dans le cadre d'une opération réalisée par un processus de vente rapide destiné exclusivement aux investisseurs institutionnels. Dans les deux phases de la privatisation, les institutions et les particuliers ont investi 922 millions d'euros. La CTT est devenue une entreprise 100 % privée, avec un large actionnariat d'investisseurs institutionnels et de particuliers, portugais et étrangers.

## Logo
Ses origines remontent à 1520, époque à laquelle la monarchie régnait au Portugal et où les déplacements se faisaient à pied, à cheval ou en calèche. D'où l'image du cavalier sur un cheval qui souffle dans la trompette pour annoncer l'arrivée du coursier.

## Actionnaires
Liste des principaux actionnaires au 30 octobre 2021 :
| Manuel Carlos de Melo Champalimaud | 13,1%  |
| Indumenta Pueri                    | 10,00% |
| GreenWood Investors                | 6,68%  |
| Green Frog Investments             | 5,15%  |
| The Vanguard Group                 | 2,80%  |
| Norges Bank Investment Management  | 2,07%  |
| Bestinver Gestión                  | 2,02%  |
| Magallanes Value Investors         | 1,43%  |
| Dimensional Fund Advisors          | 1,10%  |
| BlackRock Fund Advisors            | 1,09%  |